# Eduardo Ravelo
Eduardo "Richolm" Ravelo (México, 13 de outubro de 1968) é um criminoso mexicano, conhecido por ser o líder da gangue Barrio Azteca. Com diversas passagens por tráfico de drogas e crime organizado, foi incluído, em 20 de outubro de 2009, na lista dos dez foragidos mais procurados pelo FBI. Em 26 de junho de 2018, foi preso no México.